# Daphnis et Chloé

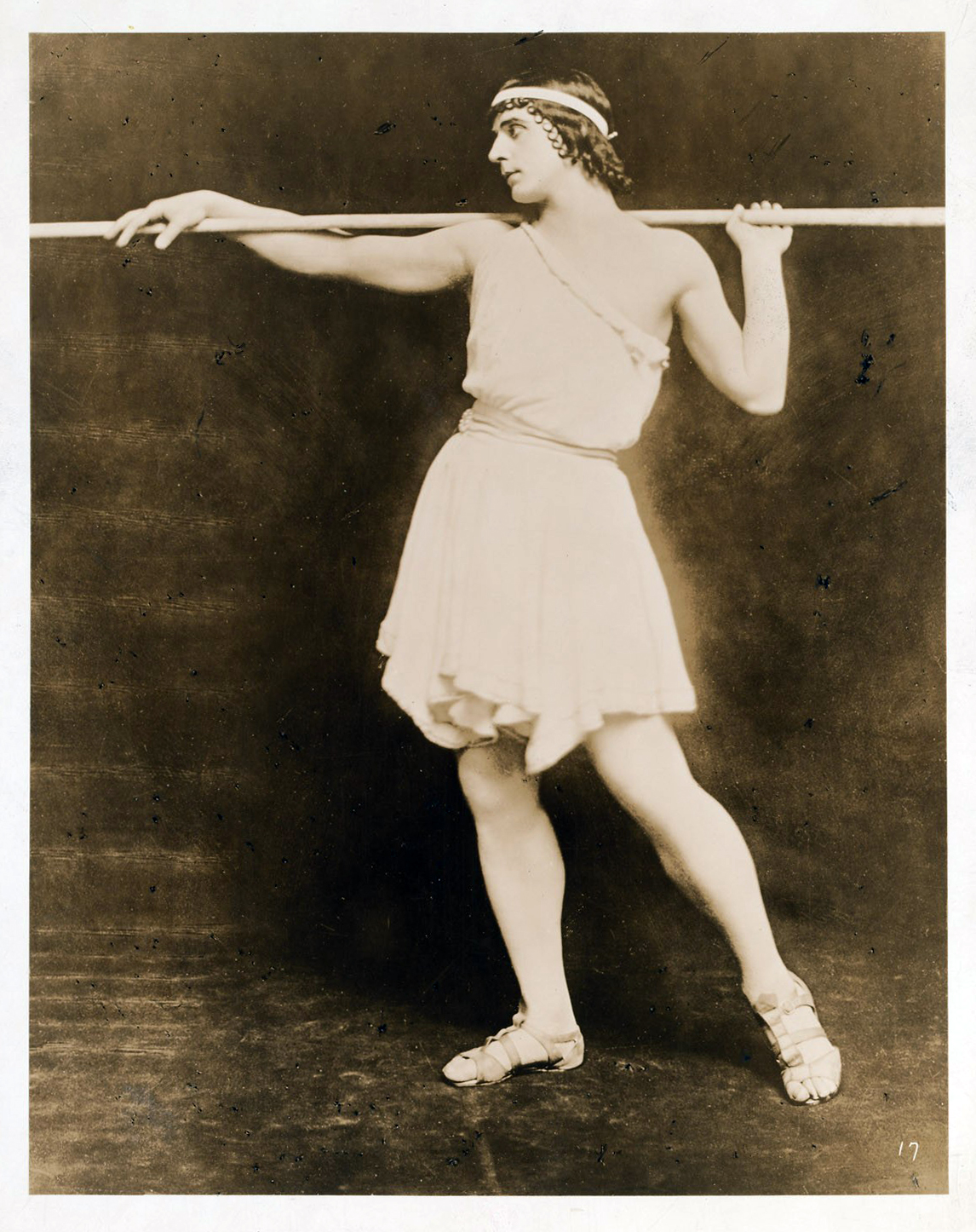
Michel Fokine, Daphnis et Chloé, c. 1910

Daphnis et Chloé (tiếng Việt: Daphnis và Chloé) là vở ballet nổi tiếng của nhà soạn nhạc người Pháp Maurice Ravel. Vở ballet này gồm có 3 màn. Biên đạo múa của vở này là Fokine. Vở ballet được sáng tác theo đơn đặt hàng của Sergei Diaghilev. Vở ballet được trình diễn lần đầu tiên tại Paris, Pháp vào năm 1912. Sau đó, nó được soạn thành 2 tổ khúc giao hưởng rất nổi tiếng ở Âu-Mỹ. Trong tác phẩm này, Ravel đã gán chặt hội họa và nhảy múa. Chính vì vậy, ông được coi là người đặt những cơ sở mới cho vũ kịch. Tác phẩm này là một trong những đỉnh cao của chủ nghĩa ấn tượng trong âm nhạc đồng thời cũng là đỉnh cao trong sự nghiệp của Ravel..